# 이것이 선물
이것이 선물(It's A Gift)은 미국에서 제작된 노먼 Z. 맥레오드 감독의 1934년 코미디 영화이다. W.C. 필즈 등이 주연으로 출연하였고 윌리엄 레바론 등이 제작에 참여하였다.
이 영화는 문화적, 역사적, 미적 중요성으로 인해 미국 의회도서관에 의해 미국 국립영화등기부의 보존물로 선정되었다.

## 출연

### 주연
- W.C. 필즈
- 캐슬린 하워드

### 조연
- 진 루버롤
- 줄리안 매디슨
- 토미 부프
- 베이비 르로이
- 타마니 영
- 모건 월리스
- 찰스 셀론
- 조세핀 휫텔
- T. 로이 반스
- 다이아나 루이스
- 스펜서 차터스
- 가이 어셔
- 델 헨더슨
- 에디 베이커
- 제임스 버크
- 빌리 잉글
- 버드 파인
- 제리 맨디
- 잭 멀홀
- 칠 윌스
- 제인 위더스

## 제작진
- 원작자: W.C. 필즈
- 원작자: J.P. 맥이보이
- 미술: 한스 드레이어
- 미술: 존 B. 굿맨